# Departamento San Pedro (Paraguay)
San Pedro ist ein Departamento in Paraguay. Es liegt im geografischen Zentrum des Landes, ist einer von insgesamt 17 Verwaltungsbezirken und Sitz der gleichnamigen Diözese. Die Hauptstadt ist San Pedro de Ycuamandiyú, die größte Stadt ist San Estanislao.

## Geografie
Die Grenzen des Bezirks liegen zwischen den geografischen Koordinaten 23–25° Süd, 56–58°. Das agrarisch geprägte Flachland liegt nahe der Vereinigung des Jejui mit dem Río Paraguay. Am Jejui gibt es weiße Sandstrände. Im höher gelegenen Westen ist das Land mit Wäldern bedeckt und reichlich mit Wasserläufen durchzogen. San Pedro ist das Departamento mit dem höchsten Anteil an ländlicher Bevölkerung in Paraguay, 8 von 10 Einwohnern leben auf dem Land.

## Geschichte
Das Gebiet des heutigen Departamento San Pedro blieb durch die Streifzüge der Ureinwohner vom Chaco bis Mitte des 18. Jahrhunderts instabil. Die Einfälle der Mbayaes und Payaguaes verwüsteten die Region zwischen den Flüssen Ypané im Norden und Manduvirá im Süden. Mit dem Beginn der Reconquista wurden 1749 die Mission San Estanislao, 1783 Villa del Rosario und 1784 Villa de San Pedro de Ycuamandiyú gegründet. Eine intensive Besiedlung fand aber erst ab 1901 statt. 1906 wurde das Departamento San Pedro geschaffen, das zunächst auch die heutigen Departamentos Canindeyú, Caaguazú und Amambay umfasste. 1945 wurden Canindeyú und Caaguazú ausgegliedert, 1973 folgte Amambay.

## Wirtschaft
Der Haupterwerbszweig der Bevölkerung ist die Landwirtschaft und Viehzucht. Es wird Soja, Weizen, Reis, Zuckerrohr, Mais, Baumwolle und Tabak angebaut. Dieses Departamento ist der größte Produzent von Tabak und der zweitgrößte von Baumwolle des Landes. Bei der Viehzucht stehen Rinder an erster Stelle, gefolgt von Schweinen und Pferden. San Pedro gehört dennoch zu den drei ärmsten Departamentos von Paraguay. 45 % der Einwohner leben unter der Armutsgrenze, ein Viertel sind unterernährt.

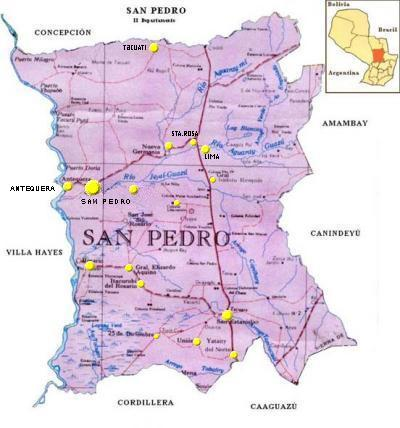
Karte vom Departamento San Pedro

## Tourismus
Die Strände an den Flüssen Aguaray, Jejuí und Paraguay sind bei Touristen als preisgünstige Alternative zu den Stränden von Encarnación im Süden beliebt. In Santa Rosa del Aguaray befindet sich die Laguna Blanca, die „Paraguayische Karibik“.

## Distrikte
Das Departamento ist in 21 Distrikte aufgeteilt:
| N.º | Distrikt                  | Einwohner |  |
| --- | ------------------------- | --------- |  |
| 1   | Antequera                 | 4283      |  |
| 2   | Capiibary                 | 49 579    |  |
| 3   | Choré                     | 30 016    |  |
| 4   | General Elizardo Aquino   | 24 211    |  |
| 5   | General Isidoro Resquín   | 25 265    |  |
| 6   | Guayaibí                  | 31 368    |  |
| 7   | Itacurubí del Rosario     | 11 654    |  |
| 8   | Liberación                | 25 184    |  |
| 9   | Lima                      | 12 313    |  |
| 10  | Nueva Germania            | 7228      |  |
| 11  | San Estanislao (Santaní)  | 56 729    |  |
| 12  | San Pablo                 | 3679      |  |
| 13  | San Pedro del Ycuamandyyú | 35 518    |  |
| 14  | Santa Rosa del Aguaray    | 44 345    |  |
| 15  | San Vicente Pancholo      | 7896      |  |
| 16  | Tacuatí                   | 16 489    |  |
| 17  | Unión                     | 7260      |  |
| 18  | 25 de Diciembre           | 10 240    |  |
| 19  | Villa del Rosario         | 10 836    |  |
| 20  | Yataity del Norte         | 12 506    |  |
| 21  | Yrybucuá                  | 16 424    |  |
|     | San Pedro                 | 341 895   |  |